# Afront
Afront – łódzka grupa hip-hopowa w skład której wchodzi dwóch raperów – Janek i Kasina. 
Początki ich wspólnej działalności muzycznej sięgają roku 1997 i stworzenia grupy LWC (Lirycznie Wysublimowane Chamy) z O.S.T.R.’em, Mussim (obecnie Tomila – Tabasko) i Ahmedem. Jednak formacja zaprzestała działalności po roku wydając jedyne zachowane do dziś demo Dwie strony historii. Przez kolejne trzy lata poszczególni członkowie LWC skoncentrowali się na solowych projektach. Z inicjatywy Janka i Kasina w roku 2001 powstał Afront. Nagrali razem pierwsze demo, a po roku działania Afront zajął drugie miejsce na wrocławskim przeglądzie młodych zespołów hip-hopowych. Janek i Kasina zawarli wtedy kontrakt z wytwórnią Blend Records i rozpoczęli prace nad debiutanckim albumem Już takich nie robią. Mimo że materiał na płytę był już gotowy, album nie został wydany.
Kolejny album, A miało być tak pięknie, został wydany w czerwcu 2004 roku przy współpracy z Markiem Dulewiczem. Serwis hip-hop.pl napisał, iż album ten jest „jedną z najbardziej niedocenionych przez rynek produkcji”, a diggin.pl napisał, że ich debiut „był chyba najbardziej niedocenioną płytą w kilkuletniej historii polskiego rapu. [...] Docenili niestety nieliczni”.
Drugi oficjalny album, Coraz gorzej, wydany w 2006 roku został wyprodukowany w całości przez Metro i został nazwany przez seris relaz.pl „jedynym naprawdę spójnym rapowym albumem tego roku”.
Następnie zespół rozpoczął prace nad czwartym albumem studyjnym, ADHD, którego premiera była zapowiedziana na 24 października 2008 roku, jednak członkowie zespołu na oficjalnej stronie napisali, że data premiery najprawdopodobniej się zmieni, a sama płyta zostanie wydana nie, jak dotąd, w wytwórni Asfalt Records.
W 2013 roku, po 7 latach przerwy w działalności, zespół powrócił z singlem „Vlade Divac” wyprodukowanym przez O.S.T.R..

## Dyskografia
Albumy
| Rok  | Album                                                                                     |
| ---- | ----------------------------------------------------------------------------------------- |
| 2004 | A miało być tak pięknie - Data: 7 czerwca 2004 - Wydawca: Asfalt Records                  |
| 2006 | Coraz gorzej - Data: 24 listopada 2006 - Wydawca: Asfalt Records                          |
| 2007 | Już takich nie robią - Data: 28 maja 2007 - Wydawca: afront.pl - Format: digital download |

Inne
| Rok  | Utwór                                                                 | Album                                             | Źródło |
| ---- | --------------------------------------------------------------------- | ------------------------------------------------- | ------ |
| 2003 | „Afront”                                                              | Klan CD#31 (kompilacja)                           | [ 9 ]  |
| 2003 | „To ten moment”                                                       | Klan CD#31 (kompilacja)                           | [ 9 ]  |
| 2006 | „Jeślijesttujeszczerap” (Metro, gościnnie: Afront, DJ Haem)           | Antidotum EP                                      | [ 10 ] |
| 2007 | „Definition of a MC” (The Returners, gościnnie: Afront, El Da Sensei) | Different Places One Hip-Hop                      | [ 11 ] |
| 2009 | „Czarna krew” (Kaff-L, gościnnie: Afront, Jot, DJ Scream)             | Czarna krew                                       | [ 12 ] |
| 2009 | „Intro” (NTK, gościnnie: Afront)                                      | Nieodwracalne teksty kreślone na twardym kartonie | [ 13 ] |
| 2009 | „Nie potrzebuje nic prócz mikrofonu” (W2B, gościnnie: Afront)         | Scyzorak turistyczny                              | [ 14 ] |
| 2009 | „Lot”                                                                 | Asfalt Records 1999–2009 (kompilacja)             | [ 15 ] |
| 2010 | „Styl ranin” (oraz Metro, DJ Twister)                                 | JuNouMi Records EP Vol.4 (kompilacja)             | [ 16 ] |
| 2011 | „Ognia!!!” (Enter, gościnnie: Zorak 3000, Afront)                     | Pomiędzy kamienicami / Liryczny żywjoł            | [ 17 ] |

## Teledyski
| Rok       | Tytuł                                                             | Reżyseria / realizacja             | Album                   | Źródło |
| --------- | ----------------------------------------------------------------- | ---------------------------------- | ----------------------- | ------ |
| 2004      | „Nie mamy czasu”                                                  |                                    | A miało być tak pięknie | [ 18 ] |
| 2004      | „Amerykański sen”                                                 | Sergiusz Wasilewski                | A miało być tak pięknie | [ 19 ] |
| 2008      | „Wuajaż”                                                          |                                    | Coraz gorzej            | [ 20 ] |
| 2013      | „Vlade Divac”                                                     | Jędrzej Dmitrowicz                 |                         | [ 5 ]  |
| Gościnnie |                                                                   |                                    |                         |        |
| 2009      | „Obiecana ziemia” (Familia HP, gościnnie: Afront, O.S.T.R., Zeus) | Damian Michalak, Dobre Kino Studio | 42                      | [ 21 ] |
| 2011      | „Take Me In Your Arms” (Skill Mega, gościnnie: O.S.T.R., Afront)  | Joshua Thomas                      | Skill Mega              | [ 22 ] |